# العلاقات الروسية الرومانية
العلاقات الروسية الرومانية هي العلاقات الثنائية التي تجمع بين روسيا ورومانيا.

## لمحة تاريخية

### القرن الثامن عشر وبداية القرن التاسع عشر. محمية روسيا
بدأت العلاقة بين البلدين خلال القرن الخامس عشر، عندما زوج أمير البغدان، شتيفان الكبير ابنته لابن القيصر. في عام 1712، تحالف أمير آخر للبغدان، ديمتري كانتيمير مع بيتر العظيم لاكتساب استقلاله من الإمبراطورية العثمانية. أصبح بذلك فردًا من حاشية بيتر.
استمرت العلاقات الروسية الرومانية بكونها ودية بشكل عام حتى نهاية القرن الثامن عشر، عندما كانت روسيا تساعد الأفلاق والبغدان وهما إمارتان اتحدتا فيما بعد لتشكيل رومانيا وحررتا نفسيهما من الهيمنة العثمانية. كانت روسيا «الحارس» الروحي لرعايا الإمبراطورية العثمانية من المسيحيين الأرثوذكس في معاهدة كيتشوك كاينارجي لعام 1774، وبعد وقت قصير حصلت روسيا على حدود مع الإمبراطورية العثمانية بجوار الإمارات. كانت «الإمارات الدانوبية» شبه مستقلة، يحكمها يونانيو الفنار، هوسبيدار، الذين استاؤوا بشكل كبير من الرومانيين (سواء كانوا من النبلاء أو الفلاحين).
اشتد نفوذ روسيا في الأفلاق والبغدان مع تضاؤل القوة العثمانية. احتل الروس بين عامي 1739 و1769 هذه الإمارات لفترة وجيزة. ثم في عام 1774، وافقت كاترين الثانية على إعادة البغدان والأفلاق وبيسارابيا للترك، لكنها حصلت على الحق في تمثيل المسيحيين الأرثوذكس داخل الدولة العثمانية والإشراف على الشؤون الداخلية للإمارات. في عام 1787، زحف الجيش الإمبراطوري الروسي مرة أخرى إلى الإمارات، ولكن الركود سيطر على القوات في جميع الجبهات وفي عام 1792 وافقت الإمبراطورة والسلطان على إعادة تأكيد المعاهدات القائمة.
في عام 1802، وافق الباب العالي على وقف التبديل السريع لأمراء فاناريوت، منذ ذلك الحين فصاعدًا، يحكم الأمراء لمدة سبع سنوات ولا يمكن خلعهم دون موافقة روسيا.
في عام 1806، أعادت قوات القيصر ألكسندر الأول احتلال الإمارات، وخضع الفلاحون المحليون للاستيلاء القسري، والتزامات العمل القسي والتهديدات الحقيقية بالنفي إلى سيبيريا. تينجة لذلك، فإن الرومانيين الذين تطلعوا ذات يوم إلى القيصر من أجل التحرر، طوروا حالة من عدم الثقة الدائمة بالروس والتي تعمقت في القرن اللاحق. في عام 1812، وقعت روسيا والباب العالي معاهدة سلام بوخارست، التي أعادت الإمارات إلى العثمانيين وأمنت الجناح الجنوبي لروسيا خلال غزو نابليون، غير أن روسيا ضمت بيسارابيا واحتفظت بحقها في التدخل في شؤون الإمارات. على الرغم من تنازلات روسيا، إلا أن المعاهدة أغضبت السلطان لدرجة أنه قطع رأس مفوضيه.
في عام 1821، سيطر القوميون اليونانيون في أوديسا على البغدان كخطوة أولى في خطة لتخليص اليونان من الهيمنة العثمانية. قاد حكم يونان الفنار في الأفلاق والبغدان القوميين اليونانيين للنظر إلى الإمارات كمكونات محتملة لإمبراطورية بيزنطة حديثة النهضة. تمتع قائد التمرد، ألكسندر إيبسيلانتي، وهو جنرال في الجيش الروسي وابن أمير الفنار، بدعم من النبلاء اليونانيين والرومانيين في الإمارة، ومع ذلك، وبعد أكثر من قرن من الابتزاز، استاء معظم الرومانيين من الفناريين وتمنوا نهاية السيطرة اليونانية. تولى تودور فلاديميريسكون وهو روماني ولد فلاحًا وقاده ذكائه ومهارته العسكرية إلى رتبة النبلاء، السلطة في الأفلاق من خلال انتفاضة وطنية مناهضة للفناريين وموجهة نحو إنشاء حكومة رومانية تحت حكم السلطان العثماني سوزيرانتي. نددت روسيا بكل من إيبسيلانتي وفلاديميريسكو. تشاجر زعيما المتمردين في بوخارست، وبعد ذلك، أطلق ضباط اليونانيين النار على روماني وشوهوا جسده وألقوه في بركة، وهو الفعل الذي تسبب بإنهاء المقاومة الرومانية التي تبخرت بعد وفادة فلاديميريسكو. هاجم الأتراك، بموافقة روسيا، إدارة القوات اليونانية وطاردوا إيبسيلانتي إلى ترانسيلفانيا. صدم التمرد اليوناني الباب العالي، الذي لم يعد يعين أمراء الفنار على عروش البغدان والأفلاق، بل اختار بديلًا عنهم الرومان الأصليين.

## مقارنة بين البلدين
هذه مقارنة عامة ومرجعية للدولتين:
| وجه المقارنة                                              | روسيا                                   | رومانيا                                                                               |
| --------------------------------------------------------- | --------------------------------------- | ------------------------------------------------------------------------------------- |
| المساحة (كم2)                                             | 17.08 مليون                             | 238.40 ألف                                                                            |
| عدد السكان (نسمة)                                         | 146.80 مليون                            | 19.59 مليون                                                                           |
| الكثافة السكانية (ن./كم²)                                 | 8.59                                    | 82.17                                                                                 |
| العاصمة                                                   | موسكو                                   | بوخارست                                                                               |
| اللغة الرسمية                                             | اللغة الروسية                           | اللغة الرومانية                                                                       |
| العملة                                                    | روبل روسي                               | ليو روماني                                                                            |
| الناتج المحلي الإجمالي (بليون دولار)                      | 1.58 تريليون                            | 211.80 مليار                                                                          |
| الناتج المحلي الإجمالي (تعادل القوة الشرائية) بليون دولار | 3.69 تريليون                            | 465.56 مليار                                                                          |
| الناتج المحلي الإجمالي الاسمي للفرد دولار أمريكي          | 9.09 ألف                                | 9.47 ألف                                                                              |
| الناتج المحلي الإجمالي للفرد دولار أمريكي                 |                                         | 23.63 ألف                                                                             |
| مؤشر التنمية البشرية                                      | 0.798                                   | 0.793                                                                                 |
| رمز المكالمات الدولي                                      | +7                                      | +40                                                                                   |
| رمز الإنترنت                                              | .ru، .рф، .рус ‏، .su                    | .ro                                                                                   |
| المنطقة الزمنية                                           | Magadan Time ‏، ت ع م+02:00، ت ع م+12:00 | ت ع م+02:00، ت ع م+03:00، أوروبا/بوخارست ‏، توقيت شرق أوروبا، توقيت شرق أوروبا الصيفي ‏ |

## مدن متوأمة
في ما يلي قائمة باتفاقيات التوأمة بين مدن روسية ورومانية:
- ترتبط سانت بطرسبرغ مع كونستانتسا باتفاقية توأمة منذ 2 أكتوبر 1967.
- ترتبط تشيريبوفيتس مع أيو [الإنجليزية]‏ باتفاقية توأمة.
- ترتبط موسكو مع بوخارست باتفاقية توأمة منذ 16 يوليو 1991.
- ترتبط نوفوروسيسك مع كونستانتسا باتفاقية توأمة منذ 1990.[21]
- ترتبط يالطا مع غالاتس باتفاقية توأمة منذ 2008.[22][23][22][23]

## منظمات دولية مشتركة
يشترك البلدان في عضوية مجموعة من المنظمات الدولية، منها:
| علم المنظمة | اسم المنظمة                          | تاريخ انضمام روسيا | تاريخ انضمام رومانيا |
| ----------- | ------------------------------------ | ------------------ | -------------------- |
|             | المنظمة الهيدروغرافية الدولية        | ?                  | ?                    |
|             | منظمة الشرطة الجنائية الدولية        | 27 سبتمبر 1990     | ?                    |
|             | الاتحاد البريدي العالمي              | ?                  | ?                    |
|             | منظمة التجارة العالمية               | 22 أغسطس 2012      | 1995                 |
|             | الفريق المعني برصد الأرض             | ?                  | ?                    |
|             | مجموعة الموردين النوويين             | ?                  | ?                    |
|             | مؤسسة التنمية الدولية                | 16 يونيو 1992      | 12 أبريل 2014        |
|             | اتفاقية السماوات المفتوحة            | ?                  | ?                    |
|             | منظمة الأمن والتعاون في أوروبا       | 1992               | 25 يونيو 1973        |
|             | مؤسسة التمويل الدولية                | 12 أبريل 1993      | 23 سبتمبر 1990       |
|             | مجلس أوروبا                          | 28 فبراير 1996     | 7 أكتوبر 1993        |
|             | منظمة حظر الأسلحة الكيميائية         | ?                  | ?                    |
|             | الأمم المتحدة                        | 24 أكتوبر 1945     | 14 ديسمبر 1955       |
|             | منظمة التعاون الاقتصادي للبحر الأسود | 4 يونيو 1992       | ?                    |
|             | الاتحاد الدولي للاتصالات             | 1866               | 9 فبراير 1866        |
|             | البنك الدولي للإنشاء والتعمير        | 16 يونيو 1992      | 15 ديسمبر 1972       |
|             | وكالة ضمان الاستثمار متعدد الأطراف   | 29 ديسمبر 1992     | 10 سبتمبر 1992       |
|             | يونسكو                               | 21 أبريل 1954      | 27 يوليو 1956        |

## أعلام
هذه قائمة لبعض الشخصيات التي تربطها علاقات بالبلدين:
- ألكسندر كولتشاك (4 نوفمبر 1874 – 7 فبراير 1920)
- أنتيوخ ديمتريفتش كانتمير (21 سبتمبر 1708 – 11 أبريل 1744)
- أندري تاركوفسكي (4 أبريل 1932[31][32][33] – 29 ديسمبر 1986[34][32][35])
- إيفان أوبولنسكي (2 نوفمبر 1853 – 27 فبراير 1910)
- إيفان باتزايكين (كاياكير روماني، 26 نوفمبر 1949 – )
- إيليا ميتشنيكوف (3 مايو 1845[36][37][38] – 2 يوليو 1916[37][36][39])
- ديتر آكر (ملحن ألماني، 3 نوفمبر 1940 – 27 مايو 2006)
- سيرجي دورينكو (صحفي روسي، 18 أكتوبر 1959 – 9 مايو 2019)
- فلاد ايفانوف (ممثل روماني، 25 يونيو 1969[40] – )
- فيكا جيغولينا (18 فبراير 1986 – )
- كارول الثاني (ملك مملكة رومانيا سابقاً، 15 أكتوبر 1893[41][42] – 4 أبريل 1953[41][42])
- ماريا ملكة رومانيا (29 أكتوبر 1875[43][44][45] – 18 يوليو 1938[44][45])
- ميخائيل ماتفيفيتش خيراسكوف (25 أكتوبر 1733 – 27 سبتمبر 1807)
- ميخائيل ملك رومانيا (آخر ملوك رومانيا التي تحولت لجمهورية فيما بعد، 25 أكتوبر 1921[46][47][48] – 5 ديسمبر 2017[49][50])
- نيكيتا ستانيسكو (كاتب روماني، 31 مارس 1933[51] – 13 ديسمبر 1983[51])

## وصلات خارجية
- موقع وزارة الخارجية الروسية
- موقع وزارة الخارجية الرومانية